# C. Bernd Sucher

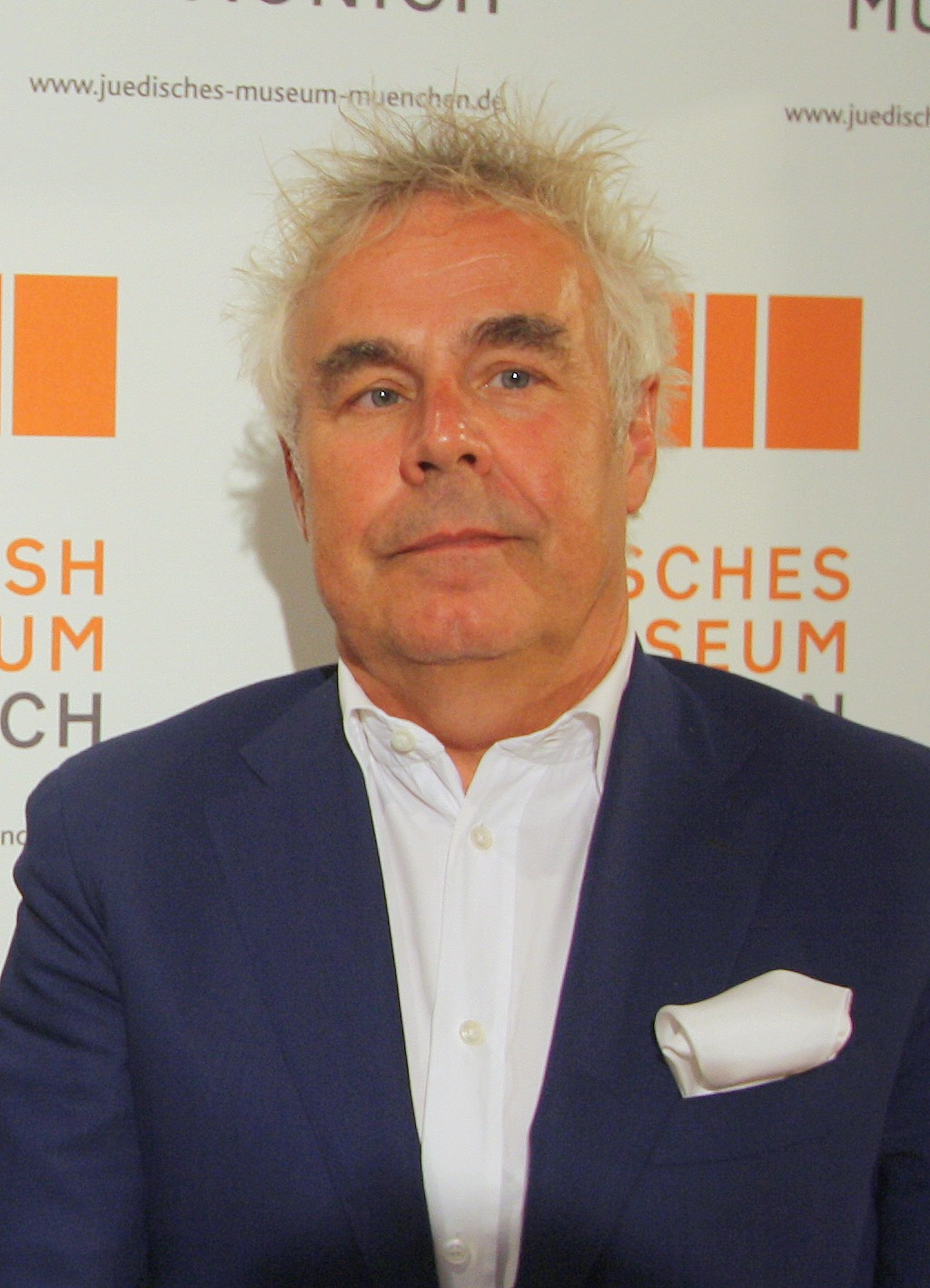
C. Bernd Sucher (2011)

C. Bernd Sucher (eigentlich Curt Bernd Sucher; * 6. Juli 1949 in Bitterfeld) ist ein deutscher Theaterkritiker, Autor und Hochschullehrer. Er war verantwortlicher Redakteur für das Sprechtheater und Autor bei der Süddeutschen Zeitung. Sucher leitete den Postgraduate-Studiengang „Theater-, Fernseh- und Filmkritik“ an der Hochschule für Fernsehen und Film München in Kooperation mit der Theaterakademie August Everding.

## Leben
Curt Bernd Sucher wurde in Bitterfeld geboren und wuchs in Hamburg auf. 1969 legte er am Albrecht-Thaer-Gymnasium das Abitur ab. Nach dem Abitur studierte er an der Universität Hamburg, der University of Michigan in Ann Arbor und der Universität München Germanistik, Theaterwissenschaft und Romanistik. Mit einer Arbeit über Martin Luther und die Juden Martin Luthers Stellung zu den Juden. Eine Interpretation aus germanistischer Sicht wurde er promoviert.
Von 1978 bis 1980 war er leitender Kulturredakteur der Schwäbischen Zeitung in Ulm und wechselte dann zur Süddeutschen Zeitung in München, wo er bis 1999 verantwortlicher Redakteur für das Sprechtheater und der erste Theaterkritiker war. Bis 2005 schrieb er als Exklusivautor für diese Zeitung und arbeitete danach als freier Autor und Kritiker, unter anderem für Die Zeit und Theater heute.
Während seiner Zeit als Redakteur unterrichtete Sucher seit 1989 an der Deutschen Journalistenschule München und der Universität München am Institut für Theaterwissenschaft. 1992 und 1993 war er als Dozent an der Universität Eichstätt (Lehrstuhl für Didaktik der deutschen Sprache und Literatur) tätig, 1995 und 1996 am Moskauer Gitis-Institut (Theaterkritik). Seit 1996 ist er Professor an der Hochschule für Fernsehen und Film. Seit dem Wintersemester 1997/1998 leitet er in Kooperation mit der Theaterakademie August Everding den Postgraduate-Studiengang „Theater-, Film-, Fernsehkritik“.
Er ist Mitglied von Jurys, u. a. bei Berliner Theatertreffen, Else-Lasker-Schüler-Dramatikerpreis, Körber Studio Junge Regie und Heidelberger Stückemarkt, und Juror und Festivalmacher bei radikal jung am Volkstheater München.
Seit 1999 ist C. Bernd Sucher Mitglied des PEN-Clubs, er wurde 2004 Mitglied des Rotary Club München-Hofgarten und 2014 des Münchener Herrenclubs. Seit 2018 ist er Mitglied der Deutschen Akademie der Darstellenden Künste.
Mit seiner literarischen Vortragsreihe Suchers Leidenschaften tritt er seit 1999 gemeinsam mit Theaterkünstlern in München und anderen Städten Europas auf, die Reihe wurde auch im Fernsehprogramm des Bayerischen Rundfunks gezeigt.
2024 veröffentlichte Sucher seinen ersten Roman, Rahels Reise.
Seit Mai 2025 ist C. Bernd Sucher Vorstandsvorsitzender der Liberalen Jüdischen Gemeinde Beth Shalom.
Sucher lebt zusammen mit seinem Mann in München und im Chiemgau.

### Vortragsreihe „Suchers Leidenschaften“
In der Spielzeit 1999/2000 begann Sucher seine literarische Vortragsreihe Suchers Leidenschaften, mit der er seitdem in München, Wien, Zürich, Hamburg, Weimar, Berlin, Frankfurt, Essen und Paris (auf Französisch) zu Gast war, begleitet von Schauspielern.
Im Zentrum seiner Lesungen steht immer ein Buch- oder Theater-Autor. Sucher stellt dem Publikum seine persönliche Sichtweise auf Leben und Werk des Autors vor.
Seit 1999 wirkten Protagonisten der Ensembles des Bayerischen Staatsschauspiels, der Münchner Kammerspiele, des Wiener Burgtheaters und des Zürcher Schauspielhauses mit, ergänzt von Senta Berger, Ulrich Matthes, Martina Gedeck, Monika Bleibtreu, Otto Sander, Thomas Thieme, Sophie Rois, Dörte Lyssewski, Burghart Klaußner, Angela Winkler, Charles Brauer und Udo Samel.
Aus der Reihe wurden vier Bücher – zuletzt 2008 Die gefährlichen Franzosen –, acht Essays zu französischen Autoren (Matthes & Seitz, Berlin) und 20 Hör-Bücher (u. a. mit den Schauspielern Senta Berger, Udo Samel, Ulrich Matthes, Sunnyi Melles, Thomas Thieme und Angela Winkler) publiziert.
2010 begann neben den Lesungen die Ausstrahlung von Suchers Leidenschaften im Bayerischen Fernsehen, die schließlich mit einer Gala des Bayerischen Rundfunks anlässlich des 15-jährigen Jubiläums von Suchers Leidenschaften endete.

## Werke (Auswahl)
- Martin Luthers Stellung zu den Juden. Eine Interpretation aus germanistischer Sicht (1977).
- Vorläufiges Ende einer Reise (1991); Titelgeschichte in: Film&TV Kameramann, München u. a.
- Theaterlexikon in 2 Bänden; dtv, ISBN 978-3-423-03323-7 und ISBN 978-3-423-03322-0.
- Theaterzauberer 1 – 20 Schauspielerporträts; Piper, ISBN 978-3-492-03125-7.
- Theaterzauberer 2 – Von Bondy bis Zadek. 10 Regisseure des deutschen Gegenwartstheaters; Piper, ISBN 978-3-492-03126-4.
- Das Theater der achtziger und neunziger Jahre, Kritiken und Aufsätze; 1995, Fischer, ISBN 978-3-596-12690-3.
- Hummer, Handkuss, Höflichkeit – Das Handbuch des guten Benehmens; dtv, ISBN 978-3-423-15102-3.
- Maria Wimmer; Akademie der Schönen Künste Berlin; ISBN 978-3-932529-61-0.
- Luc Bondy; Residenz Verlag, ISBN 978-3-7017-1284-7.
- Paris – 21 Tage mit Anton; Prestel, ISBN 978-3-7913-2105-9.
- Suchers Leidenschaften – Was bleibt von der Literatur des 20. Jahrhunderts? Claassen, ISBN 978-3-546-00242-4.
- Du fragst, was das Leben ist (Oktober 2005); Argon Verlag, ISBN 978-3-423-34253-7.
- Suchers Leidenschaften – Eine Kirsche in Spiritus (2006); Henschel, ISBN 978-3-89487-558-9.
- Handy – Handkuss – Höflichkeit (2007); Droemer/Knaur, ISBN 978-3-426-78041-1.
- Suchers Leidenschaften (2007); Zehn Hörbücher, Argon Verlag.
- TheaterSchlachten – Europa Stück für Stück (2007); Henschel, ISBN 978-3-89487-567-1.
- Gefährliche Franzosen – Suchers Leidenschaften (2008); Matthes&Seitz, Berlin, ISBN 978-3-88221-640-0.
- Henschel Theaterlexikon (2010); Henschel, ISBN 978-3-89487-617-3.
- Meine kleine Theaterlebenshilfe (2012); dtv, ISBN 978-3-423-24907-2.
- Die ganze Heftigkeit der Liebe – Dalis Weltliteratur in Suchers Leidenschaften, 2014; Münchner Künstlerhausstiftung, ISBN 978-3-00-046277-1.
- Wie es euch gefällt: Der kleine Theaterversteher (2016); Beck, ISBN 978-3-406-69723-4.
- Suchers Welt: Film – 49 leidenschaftliche Empfehlungen (2018); Droemer/Knaur, ISBN 978-3-426-27743-0.
- Suchers Welt: Musik – 49 leidenschaftliche Empfehlungen (2018); Droemer/Knaur, ISBN 978-3-426-27745-4.
- Suchers Welt: Theater – 49 leidenschaftliche Empfehlungen (2018); Droemer/Knaur, ISBN 978-3-426-27744-7.
- Suchers Welt: Literatur – 49 leidenschaftliche Empfehlungen (2018); Droemer/Knaur, ISBN 978-3-426-27742-3.
- Mamsi und ich – Die Geschichte einer Befreiung (2019); Piper, ISBN 978-3-492-05857-5.
- Unsichere Heimat. Jüdisches Leben in Deutschland von 1945 bis heute (2023); Piper, ISBN 978-3-492-07038-6.
- Rahels Reise. Roman (2024); Secession Verlag Berlin, ISBN 978-3-96639-088-0.

## Filmprojekte (Auswahl)
Sucher arbeitete an verschiedenen Filmprojekten für ARTE und 3sat mit, war Kommentator in der Sendung Foyer (3sat) und Moderator bei ARTE und 3sat, verwirklichte sich darüber hinaus in eigenen Filmen, u. a. für BR und ARTE.
- 2008 für ARTE: Europas Erbe – Die großen Dramatiker: Henrik Ibsen und Samuel Beckett, Sendetermin September 2008, Liveauftritt in der Finalshow auf ARTE.
- 2010 für ARTE: in Avignon. Dort moderierte er live eine Zusammenfassung über einen ganzen Tag das Theater – Festival Avignon 2010.
- 2011: Suchers Leidenschaften: Hermann Hesse mit Rolf Boysen im Bayerischen Fernsehen (Sendetermin: 14. April 2011). Die zweite Sendung Suchers Leidenschaften: Virginia Woolf mit Sunnyi Melles (Sendetermin: 9. Juni 2011).
- Bis März 2013 wurden zehn Folgen von Suchers Leidenschaften vom BR produziert.